# Eugène Fromentin

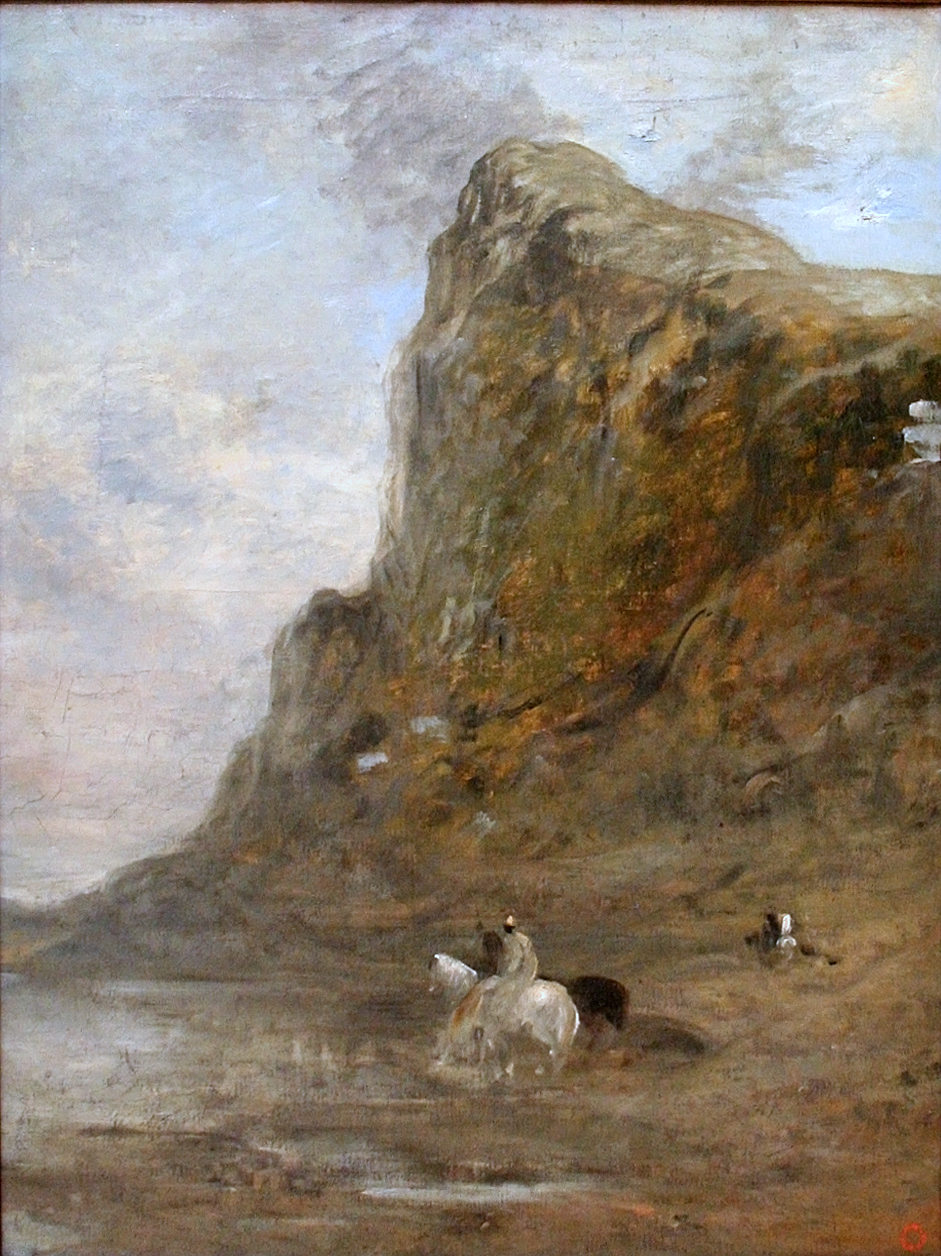
Genets del Marroc als peus del Penya-segats Chiffra

Eugène Fromentin (La Rochelle, 1820 – 1876) fou un pintor i escriptor francès.
D'entre les seves pintures més importants hi ha:
- La Place de la Brèche à Constantine (1849)
- Enterrement Maure (1853)
- Bateleurs nègres (1859)
- Audience chez un chalife (1859)
- Berger kabyle (1859)
- Courriers arabes (1861)
- Bivouac arabe (1863)
- Chasse au faucon (1863)
- Fauconnier arabe (1863)
- Chasse au héron (1865)
- Voleurs de nuit (1867)
- Centaures et arabes attaqués par une lionne (1868)
- Halte de muletiers (1869)
- Le Nil (1875)
- Un souvenir d'Esneh (1875)

És autor de diverses novel·les, la més coneguda Dominique:

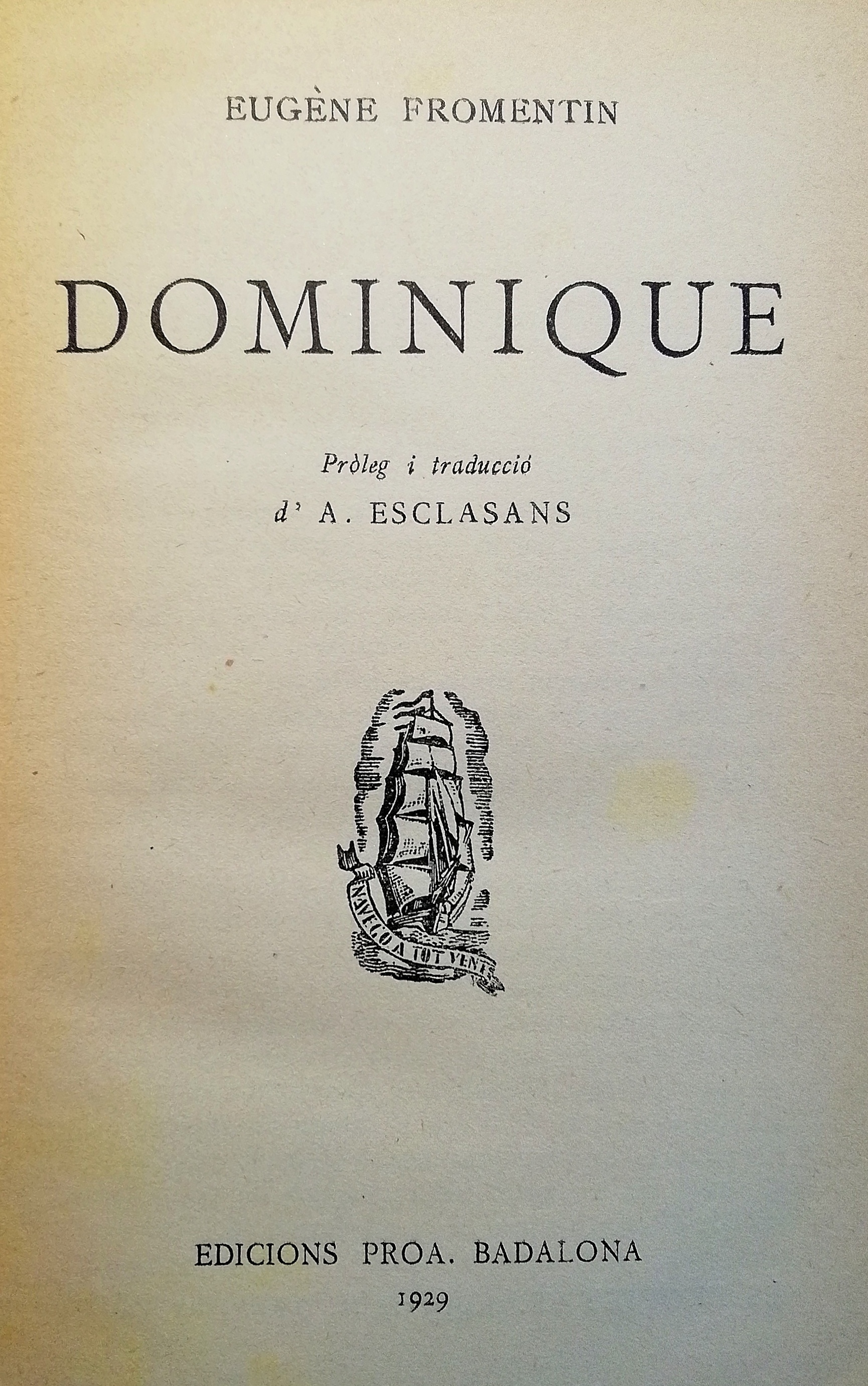
Dominique d'Eugène Fromentin, traducció catalana de l'any 1929 publicada a Badalona dins la col·lecció A tot vent

- Visites artistiques (1852)
- Simples Pèlerinages (1856)
- Un été dans le Sahara (1857)
- Une année dans le Sahel (1858)
- Dominique (1863)
- Dominique d'Eugène Fromentin, traducció catalana de l'any 1929 publicada a Badalona dins la col·lecció A tot ventLes Maîtres d'autrefois (1876)